# 16 Лиры
16 Лиры (16 Lyr) — белая звезда главной последовательности спектрального класса A7, находящаяся на расстоянии приблизительно 128 световых лет в созвездии Лира.
16 Лиры, возможно, является двойной звездой.  В 1879 году Джон Гершель обнаружил слабого компаньона, имеющего звёздную величину +10,6m и отстоящей на расстоянии примерно 4,9 угловых секунд, но являются ли они гравитационно связанными неизвестно.
Звезда принадлежит к движущейся группе звёзд Большой Медведицы.